# Dejlig er jorden
Dejlig er jorden er en julesalme til tysk melodi og med tekst skrevet af B.S. Ingemann i 1850.

## Historie
Ingemann udgav salmen under navnet Pilgrimssang i Dansk Kirketidende 8. september 1850. Forlægget var en folkemelodi nedtegnet i Münster i 1677 under titlen Schönster Herr Jesu, Herrscher alle Herren (= Skønneste hr. Jesus, hersker over alle herrer).
Den dukkede op igen i von Fallerslebens samling af schlesiske folkesange i Breslau i 1842. Et tysk kirkeblad præsenterede den som ein altes Kreuzbrüderlied (= en gammel korsfarersang). I Dansk Kirketidende fik den omtale 8. september 1850 af pastor J.F. Fenger, der oppfordrede sin ven B.S. Ingemann til at skrive "nogle gode danske ord til denne vidunderlige melodi". Det gjorde Ingemann.
Dejlig er jorden synges ofte i begravelser, og blev fremført i Ingemanns egen begravelse. Ingemanns titel var Pilgrimssang, mens Dejlig er jorden er den første linje. Ingemann skrev den under de brutale indtryk fra treårskrigen mellem Danmark og Preussen.
Dejlig er jorden blev oversat til svensk af Cecilia Bååth-Holmberg i musikåret 1884. En svensk oversættelse fra 1894 blev optaget i salmebogstillægget i 1921 under Härlig är jorden. Den engelske titel er Fairest Lord Jesus eller Beautiful Savior Beauty is round us´.
I Norge kendte M.B. Landstad ganske sikkert Ingemanns salme, men ville ikke have den i sin salmebog. Først i hans reviderede salmebog fra 1924 kom Dejlig er jorden med, som én af otte Ingemann-salmer.
Salmen med pilgrimsmotivet synges ikke kun til jul, men også til mange begravelser. I Den Danske Salmebog står Dejlig er jorden under "Troen på Guds søn" som nr. 121.
I 2018 kom den på en liste over de 100 populæreste sange fra Højskolesangbogen.
I 2021 satte Kristeligt Dagblads læsere salmen på en førsteplads i en afstemning over Danmarks 100 bedste sange.

## Melodi(er)
I Koralbogen fra 2003 er melodien noteret i D-dur og spænder en lille none fra cis1 til d2. Salmens taktart er 4/4, og melodien holder sig inden for den diatoniske skala.

## Tekst
| Tysk (folkesalme fra Schlesien) | Dansk (B.S. Ingemann (1850)) | Nynorsk (oversat af Gunnar T. Rysstad (1900))                                                                                               | Bokmål (oversat fra dansk) | Engelsk (oversat fra dansk) | Engelsk, rimet (2019 Ion Mittler Arkiveret 22. februar 2020 hos Wayback Machine) CC BY-SA 4.0 Arkiveret 21. december 2016 hos Wayback Machine                              | Islandsk (Matthías Jochumsson) |
| Schönster Herr Jesu, Schöpfer aller Dinge, Gottes und Marien Sohn! Dich will ich lieben, Dich will ich ehren, Meiner Seelen Freud und Wonn. | Deilig er Jorden! Prægtig er Guds Himmel! Skjøn er Sjælens Pilgrimsgang! Gjennem de favre Riger paa Jorden Gaae vi til Paradis med Sang!      | Fager er jordi, herleg er Guds himmel, Glade gjeng sjelene pilgrimsgong. Gjenom dei fagre rike paa jordi Gjeng me til paradis med song.     | Deilig er jorden, prektig er Guds himmel, Skjønn er sjelenes pilgrimsgang! Gjennom de fagre riker på jorden Går vi til paradis med sang.        | Lovely is the Earth! Glorious is God's heaven! Wonderous are the souls pilgrimage! Through the great kingdoms on earth we go to Paradise with song.                    | Earth is so beautiful, God's heaven so delightful, good is for souls the path of pilgrim. Through boundless kingdoms beyond horizon we roam towards heaven, singing.       | Fögur er foldin, heiður er Guðs himinn, indæl pílagríms ævigöng. Fram, fram um víða veröld og gistum í Paradís með sigursöng.           |
| Alle die Schönheit Himmels und der Erden Ist gefaßt in dir allein. Keiner soll immer Lieber mir werden Als du, schönster Jesus mein!        | Tider skal komme, Tider skal henrulle, Slægt skal følge Slægters Gang — Aldrig forstummer Tonen fra Himlen, Sjælenes glade Pilgrimssang!      | Tider skal koma, tider burt skal kverva, Ætt skal fylgja ættarrad. Aldri skal tagna tonen fraa himlen, Sjeli sitt glade pilgrimskvad.       | Tider skal komme, tider skal henrulle, slekt skal følge slekters gang, aldri forstummer tonen fra himlen i sjelens glade pilgrimssang.          | Era's will come, Era's will be passing, generations will follow generations; never will silence the sound from the heaven in the happy song of pilgrim souls.          | Times are soon coming, ages quickly changing, old generations away must go. Heavenly praise song, will never be gone, that thankful hymn of pilgrim's soul.                | Kynslóðir koma, kynslóðir fara, allar sömu ævigöng. Gleymist þó aldrei eilífa lagið við pílagrímsins gleðisöng.                         |
| Schön ist die Sonne, Schön ist der Mond, Schön sind die Sterne allzumal: Jesus ist feiner, Jesus ist reiner Als die Engel im Himmelssaal.   | Englene sang den Først for Markens Hyrder; Skjønt fra Sjæl til Sjæl det lød: Fred over Jorden! Menneske! fryd Dig! Os er en evig Frelser fød! | Englane song det fyrst for hyrdingflokken, Vent det tona for sjeli mødd: Fred yver jordi, menneske, gled deg, Oss er ein evig Frelsar fødd! | Englene sang den først for markens hyrder; skjønt fra sjel til sjel det lød: Fred over jorden, menneske, fryd deg! Oss er en evig frelser født! | The angels were singing first for shepherds in the fields; wonderful from soul to soul, the words: Peace on the Earth! Humans rejoicing, us is an eternal savior born. | Angels first sang this to shepherds out on the fields, from soul to soul they good news brought: In all the earth peace, nations will find ease, to us a Redeemer is born. | Fjárhirðum fluttu fyrst þann söng Guðs englar, unaðssöng, er aldrei þver: Friður á foldu, fagna þú, maður, frelsari heimsins fæddur er. |
| Schön sind die Blumen, Schöner sind die Menschen In der frischen Jugendzeit; Sie müssen sterben, Müssen verderben: Jesus lebt in Ewigkeit.  | | | | | | |